# Сеймур, Джон (умер в 1491)
Джон Сеймур (англ. John Seymour; около 1450 — 26 октября 1491) — английский дворянин, дед третьей жены короля Генриха VIII Джейн Сеймур и прадед короля Эдуарда VI. Был смотрителем Савернейкского леса, видным представителем землевладельческого сословия в графствах Уилтшир, Сомерсет и Дорсет.

## Биография
Джон Сеймур был старшим из трёх сыновей Джона Сеймура и Элизабет Кокер. Его отец рано умер, так что Джон в 1464 году наследовал своему деду — ещё одному Джону. Он стал смотрителем Савернейкского леса и много раз пытался восстановить старинные границы этого угодья. В 1489 году, после смерти своей кузины Маргарет Кокер, жены сэра Реджинальда Стортона, Сеймур унаследовал три поместья в Сомерсете.
Джон был женат дважды — на Элизабет Даррелл, дочери сэра Джорджа Даррелла и Маргарет Стортон, и на дочери Роберта Хардона. В первом браке родились:
- сэр Джон Сеймур (отец королевы Джейн);
- сэр Джордж Сеймур;
- Роберт Сеймур;
- сэр Уильям Сеймур;
- Маргарет Сеймур, жена сэра Николаса Вудхэма;
- Джейн Сеймур, жена Джона Хаддлстона;
- Элизабет Сеймур, жена Джона Крофтса;
- Кэтрин Сеймур.

Во втором браке родился один сын, Роджер.